# L'emissària
"L'emissària" (títol original en anglès "The Emissary") és el vintè episodi de la segona temporada de la sèrie de televisió de ciència-ficció estatunidenca Star Trek: La nova generació, i el 46è de tota la sèrie, que es va emetre originalment el 26 de juny de 1989, en redifusió als Estats Units. El guió va ser escrit per Richard Manning i Hans Beimler, originat en una història de Thomas H. Calder, segons The Star Trek Encyclopedia d'Okuda. Fou dirigit per Cliff Bole
Ambientada al segle XXIV, la sèrie segueix les aventures de la tripulació de la nau de la Flota Estel·lar de la Federació Enterprise-D. En aquest episodi, l' Enterprise rep una emissària mig klingon i mig humà per ajudar-los a fer front a una nau dormitori klíngon de tres quarts de segle que creu que encara estan en guerra amb la Federació.
La convidada d'aquest episodi és protagonitzada per Suzie Plakson com a emissària homònima, que va establir un interès romàntic per Worf.

## Argument
L' Enterprise, sota el comandament del capità Jean-Luc Picard, es troba amb una emissària de la Federació: K'Ehleyr, una dona meitat klíngon meitat humana que té antecedents amb el tinent Worf. K'Ehleyr informa al personal de comandament que la Flota Estel·lar ha detectat un creuer de batalla klíngon anomenat T'Ong, la tripulació del qual porta més de 75 anys en animació suspesa, des que els klíngons i la Federació estaven en guerra. La seva tripulació està a punt de despertar-se, moment en què es tem que atacaran el lloc avançat de la Federació més proper. Com que la nau klíngon més propera és a tres dies, l' Enterprise els ha d'interceptar. Tot i que K'Ehleyr creu que qualsevol intent de raonar amb els klíngons fracassarà, i aconsella que Picard planegi destruir la nau, Picard no està d'acord i ordena al personal que propose alternatives pacífiques.
Picard ordena a Worf que treballi amb K'Ehleyrm malgrat les objeccions de Worf. Worf i la seva examant tenen una discussió acalorada, amb prou feines aconsegueixen concentrar-se en la seva tasca. A proposta de la consellera Troi, K'Ehleyr va a l'holocoberta per treure les seves frustracions en una de les simulacions de combat cos a cos de Worf. Worf la troba allà i s'uneix a ella i, estimulats per la batalla, s'aparellen. Seguint la tradició, Worf comença el vot klíngon de matrimoni, però K'Ehleyr es nega a fer-lo i s'enfuix.
Quan es detecta la T'Ong, dispara a l' Enterprise, es camufla, i s'allunya. L' Enterprise és capaç de rastrejar la nau més antiga i la persegueix. K'Ehleyr insta a Picard a deixar morir els klíngons amb honor, a la batalla. Tanmateix, Worf planteja una altra opció: Worf i K'Ehleyr, vestits amb uniformes de comandament klíngon, apareixen com a capità i primer oficial de l' Enterprise, informant al capità K'Temoc del T'Ong que la guerra ha acabat i ordenant-los que es rendeixin. K'Temoc inicialment es nega, però quan Worf, de la manera típica klíngon, mostra la seva determinació i amenaça amb destruir el T'Ong, K'Temoc accepta de mala gana.
K'Ehleyr es transporta al T'Ong per començar el procés d'aclimatació dels klíngons a la vida al segle XXIV i esperar l'arribada de l'escorta klíngon. Abans de marxar, admet a Worf que va tenir la temptació de fer el vot matrimonial amb ell, i implica que els seus camins es tornaran a creuar.

## Repartiment i doblatge al català
La sèrie va ser doblada al català pels estudis Tramontana (primera part) i Soundtrack (segona part) i emesa a TV3 l’any 1991. Els dobladors de l'episodi foren:
| Personatge        | Actor/actriu     | Veu en català   |
| ----------------- | ---------------- | --------------- |
| Jean-Luc Picard   | Patrick Stewart  | Joan Crosas     |
| William Riker     | Jonathan Frakes  | Antoni Forteza  |
| Data              | Brent Spinner    | Joaquim Sota    |
| Geordi La Forge   | LeVar Burton     | Aleix Estadella |
| Worf              | Michael Dorn     | Enric Arquimbau |
| Katherine Pulaski | Diana Muldaur    | Núria Cugat     |
| Deanna Troi       | Marina Sirtis    | Victòria Pagès  |
| Wesley Crusher    | Will Wheaton     | Roger Pera      |
| Miles O'Brien     | Colm Meaney      | Joan Pera       |
| K'Ehleyr          | Suzie Plakson    | Maifé Gil       |
| Capità K'Temoc    | Lance LeGault    | Manel Català    |
| Almirall Gromek   | Georgann Johnson | Rosa Maria Pizà |
| Clancy            | Anne Ramsay      | ?               |

## Recepció
El 2017, Comic Book Resources va classificar la relació entre Worf i K'Ehleyr com la novena millor relació romàntica de la franquícia de Star Trek fins aleshores, assenyalant que es retroben a "Reunió".
Aquell mateix any, Den of Geek va classificar aquest episodi com un dels 25 capítols que cal veure'n més de Star Trek: La nova generació. El 2017, Daily Dot el va recomanar com a episodi de Star Trek de temàticaklíngon per preparar Star Trek: Discovery, també assenyalant "Reunió" com a seqüela d'aquest episodi.
Keith DeCandido va valorar L'emissària a tor.com el 2011 com un molt bon episodi de Star Trek: La nova generació. Suzie Plakson interpreta K'Ehleyr de manera excel·lent i la interacció amb Michael Dorn funciona perfectament. La trama que envolta la nau klíngon és bastant simple, però es resol de manera intel·ligent i eficaç.
El 2019, Den of Geek va assenyalar que aquest episodi presentava elements romàntics. També van classificar a l'actriu Suzie Plakson que interpreta K'Ehleyr en aquest episodi i a "Reunió" com una de les deu millors artistes invitades a Star Trek: La nova generació.

## Adaptació
Les dues novel·les no canòniques Line of Firei Survival de Peter David de 1993 expliquen la història de fons de Worf i K'Ehleyr vuit anys abans dels esdeveniments de L'emissària.